# Лемнос (периферийная единица)
Лемнос (греч. Περιφερειακή ενότητα Λήμνου) — одна из периферийных единиц Греции. Является региональным органом местного самоуправления и частью административного деления. По программе Калликратиса с 2011 года входит в периферию Северные Эгейские острова. Включает в себя острова Айос-Эфстратиос и Лемнос, а также несколько небольших необитаемых островов в Эгейском море.